# Thermophis baileyi
Espèce
Synonymes
- Tropidonotus baileyi Wall, 1907

Statut de conservation UICN

 NT  : Quasi menacé
Thermophis baileyi est une espèce de serpents, de la famille des Dipsadidae.

## Répartition
Cette espèce est endémique du Tibet. Elle se rencontre jusqu'à 4 500 m d'altitude, où elle est la seule espèce de serpents à résider.

## Écologie et comportement
Afin de lutter contre le froid, Thermophis baileyi n'est actif que quelques heures par jour. Il doit passer également une bonne part de son temps près des sources d'eaux chaudes dont la température lui convient. Cette dépendance le met en danger, de nombreuses sources chaudes étant accaparées par des constructions humaines.

## Étymologie
Cette espèce est nommée en l'honneur du lieutenant-colonel britannique Frederick Markham Bailey (1882–1967), qui a collecté les premiers spécimens.

## Publication originale
- Wall, 1907 : Some new Asian snakes. Journal of the Bombay Natural History Society, vol. 17, no 3, p. 612-618 (texte intégral).